# سيريللي ، أليير
سيريللي، هي البلدية في وسط فرنسا، تقع بالقرب من أكبر وأقدم غابة بلوط في أوروبا الغربية.
غابة ترونسيه يتجاوز عمر اشجار البلوط 250 عاماً. غُرست غابة ترونكايه( تنطق ترونساي) لأول مره خلال القرن الثالث عشر واستخدمت بإستمرار منذ اواخر القرن السابع عشر وحتى اوائل القرن التاسع عشر لتزويد الاسطول الفرنسي القديم بالصواري الآن غابة حكوميه توفر الكثير من خشب البلوط المختار في صنع أفضل براميل النبيذ التي تستخدم في الغالب في بورجوندي

## جغرافية
تقع سيريلي في منطقة بوكاج بوربون الطبيعية وتمتد على سدس La Forêt de Tronçais

## روابط خارجية
- الموقع الرسمي باللغة الفرنسية